# Kalangan Prao
Kalangan Prao is een bestuurslaag in het regentschap Sampang van de provincie Oost-Java, Indonesië. Kalangan Prao telt 1485 inwoners (volkstelling 2010).